# اچ‌ام‌اس ام۳۱
اچ‌ام‌اس ام۳۱ (به انگلیسی: HMS M31) یک کشتی بود که طول آن ۱۷۷ فوت ۳ اینچ (۵۴٫۰۳ متر) بود. این کشتی در سال ۱۹۱۵ ساخته شد.